# Deutschland (incrociatore)
La Deutschland fu un incrociatore pesante della Kriegsmarine tedesca, attiva durante la seconda guerra mondiale. Fu la prima unità della Classe Deutschland, nonché prima grande nave da guerra ad essere varata in Germania dalla fine della prima guerra mondiale. La nave venne poi ribattezzata Lützow nel novembre 1939.
I tedeschi classificarono inizialmente la nave come corazzata (Panzerschiff in tedesco), per poi riclassificarla come incrociatore pesante (Schwere Kreuzer ) nel 1940; i britannici, invece, classificarono la nave come corazzata tascabile (Pocket Battleship in inglese), appellativo che poi è rimasto come caratteristico delle navi di questa classe.

## Vita operativa

### Operazioni negli anni 1930
Impostata nei cantieri Deutsche Werke di Kiel il 5 febbraio 1929, venne varata, alla presenza dell'anziano presidente della Repubblica di Weimar, Paul von Hindenburg, il 19 maggio 1931 con il nome di Deutschland (Germania in tedesco). La nave entrò poi in servizio il 1º aprile 1933.
Il primo impiego operativo della Deutschland avvenne nel 1937, quando la nave venne inviata nelle acque spagnole durante la guerra civile; la nave doveva collaborare, insieme ad altre navi da guerra inviate da Regno Unito, Francia e Italia, alla lotta contro il contrabbando di armi, anche se fin dall'inizio fu impiegata in azioni di supporto indiretto alle forze nazionaliste. Il 29 maggio 1937, mentre si trovava al largo di Ibiza, la Deutschland venne attaccata da due aerei repubblicani, che l'avevano scambiata per errore per un incrociatore nazionalista: venne colpita da due bombe, che provocarono gravi danni oltre a 20 morti e 73 feriti tra l'equipaggio. Mentre la nave rientrava in Germania per le riparazioni, la gemella Admiral Scheer bombardò per rappresaglia la città di Almería.
Nell'imminenza dello scoppio della Seconda guerra mondiale, la Deutschland, al comando del capitano di vascello Paul Wennecker, lasciò il porto di Wilhelmshaven il 24 agosto 1939 per portarsi nella zona di operazioni assegnatale, l'Atlantico settentrionale, con il compito di attaccare il naviglio mercantile in navigazione nel braccio di mare compreso tra la Groenlandia e l'isola di Terranova. In ottobre la nave affondò due piroscafi (l'inglese Sonegate e il danese Lorentz W. Hansen), e ne catturò un terzo, lo statunitense City of Flint; quest'ultima azione, sebbene avvenuta nel rispetto delle regole internazionali (il City of Flint era diretto in Gran Bretagna con un carico di interesse bellico), rischiò di generare una grave crisi diplomatica tra Germania e Stati Uniti, poi risolta con il rilascio del mercantile. Al fine di evitare ulteriori attriti con gli americani, il Deutschland venne richiamato in patria, ove giunse il 15 novembre 1939. Nello stesso mese la nave venne ribattezzata Lützow (in onore del generale prussiano Adolf Freiherr von Lützow) per esigenze di propaganda (Hitler non voleva che il nemico si potesse vantare di aver "affondato la Germania").

### Operazioni negli anni 1940
Il 9 aprile 1940 la Lützow prese parte all'Operazione Weserübung, l'invasione tedesca di Norvegia e Danimarca, inquadrata nel Marinegruppe 5 incaricato di occupare Oslo; durante le operazioni nell'Oslofjord, la Lützow, ora al comando del capitano August Thiele venne colpita da tre proiettili da 280 mm, riportando lievi danni. L'11 aprile, mentre rientrava in Germania, la nave venne colpita da un siluro lanciato dal sommergibile britannico HMS Spearfish, riportando gravi danni a poppa (perse le eliche e il timone) che richiesero nove mesi per le riparazioni. Nel giugno del 1941 la nave rientrò in mare, ma il 13 giugno, mentre era in navigazione al largo della Norvegia, venne colpita da un siluro lanciato da un aereo britannico; dovette rientrare a Kiel, dove rimase in riparazione fino al gennaio 1942.
La nave venne trasferita in Norvegia insieme alla gemella Admiral Scheer, con il compito di attaccare i convogli artici che rifornivano l'Unione Sovietica. Il 3 luglio 1942, mentre si accingeva a prendere parte all'Operazione Rösselsprung (l'attacco al convoglio britannico PQ17), la Lützow urtò il fondale mentre usciva dal fiordo di Tjeld, causando danni allo scafo e l'allagamento di parecchi compartimenti stagni; dovette rinunciare all'operazione e rientrare in Germania per le riparazioni. Tra il 30 e il 31 dicembre 1942 la Lützow, insieme all'incrociatore pesante Admiral Hipper, prese parte alle operazioni contro il convoglio JW51B, azione che sfociò nella Battaglia del mare di Barents; lo scontro si dimostrò così inconcludente da spingere Hitler a porre in disarmo la maggior parte delle navi di superficie della Kriegsmarine.
Declassata a postazione d'artiglieria galleggiante, venne inviata all'inizio del 1945 nel Mar Baltico, per fornire supporto di fuoco alle truppe schierate sul Fronte orientale. Il 16 aprile 1945 venne bombardata ed affondata da aerei britannici al largo di Swinemünde; poiché le torri di artiglieria continuavano a sporgere dall'acqua, la nave continuò ad operare come batteria di artiglieria. Il 4 maggio 1945 l'equipaggio fece esplodere la nave per impedire che venisse catturata dai sovietici. Il relitto della Lützow venne recuperato dai sovietici nel settembre 1947 e rimorchiato a Leningrado, dove venne demolito alla fine del 1948.